# 蹴鞠

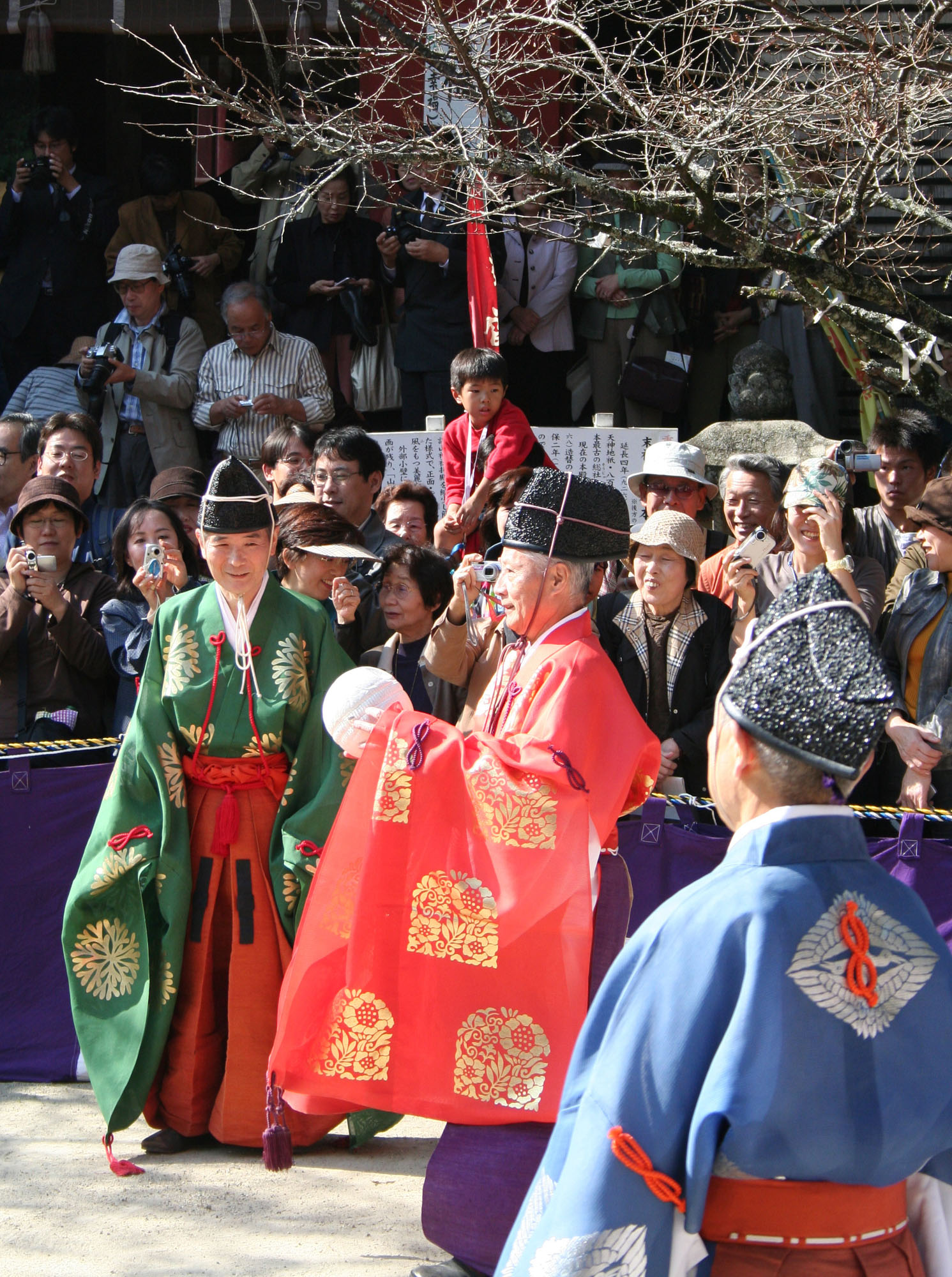
談山神社のけまり祭

蹴鞠（けまり / しゅうきく）は、伝統文化の一つ。本項では、中国にかつて存在した類似する球技についても解説する。

## 概要
2枚の鹿革を馬革で縫い合わせて作る鞠を一定の高さで蹴り続け、その回数を追求する球技である。
日本の平安時代に流行し、鎌倉時代から室町時代前期に芸道として完成され、現代まで続いている。

## 歴史

### 中国（大陸）
蹴鞠らしきものは、4000年近く前の華北に展開した殷の時代の記録に現われ、雨乞いの儀式と結びついて行われていたと言われる。雨が降らないのは天と地のバランスが崩れているからであり、物が天と地の中間である空中に留まり続けることで天と地の媒介となると考え、毬を空中に蹴り上げる儀式を行なうことで、両者のバランスを取り戻そうとしたという。
中国の蹴鞠（しゅくきく）の歴史は紀元前300年以上前の斉（戦国時代）での軍事訓練に遡るとされる。漢代には12人のチームが対抗して鞠を争奪し「球門」に入れた数を競う遊戯として確立し、宮廷内で大規模な競技が行われた。唐代にはルールは多様化し、球門は両チームの間の網の上に設けられたり競技場の真ん中に一個設けられるなどの形になった。この時期、鞠は羽根を詰めたものから動物の膀胱に空気を入れたよく弾むものへと変わっている。宋代にはチーム対抗の競技としての側面が薄れて一人または集団で地面に落とさないようにボールを蹴る技を披露する遊びとなった。『水滸伝』で有名な高俅は蹴鞠の才によって出世した。またモンゴル帝国の遠征に伴って東欧にも伝来したと言われている。
その後、明初期には貴族や官僚が蹴鞠に熱中して仕事を疎かにしたり、娼妓が男たちの好きな蹴鞠を覚えて客たちを店に誘う口実にしたりすることが目立ったため、蹴鞠の禁止令が出され、蹴鞠は女性の遊戯となった。さらに清における禁止令で中国からはほぼ姿を消した。
現在では山東省淄博市臨淄区にある足球博物館にて、学芸員により再現されている。
|  |  |

### 日本

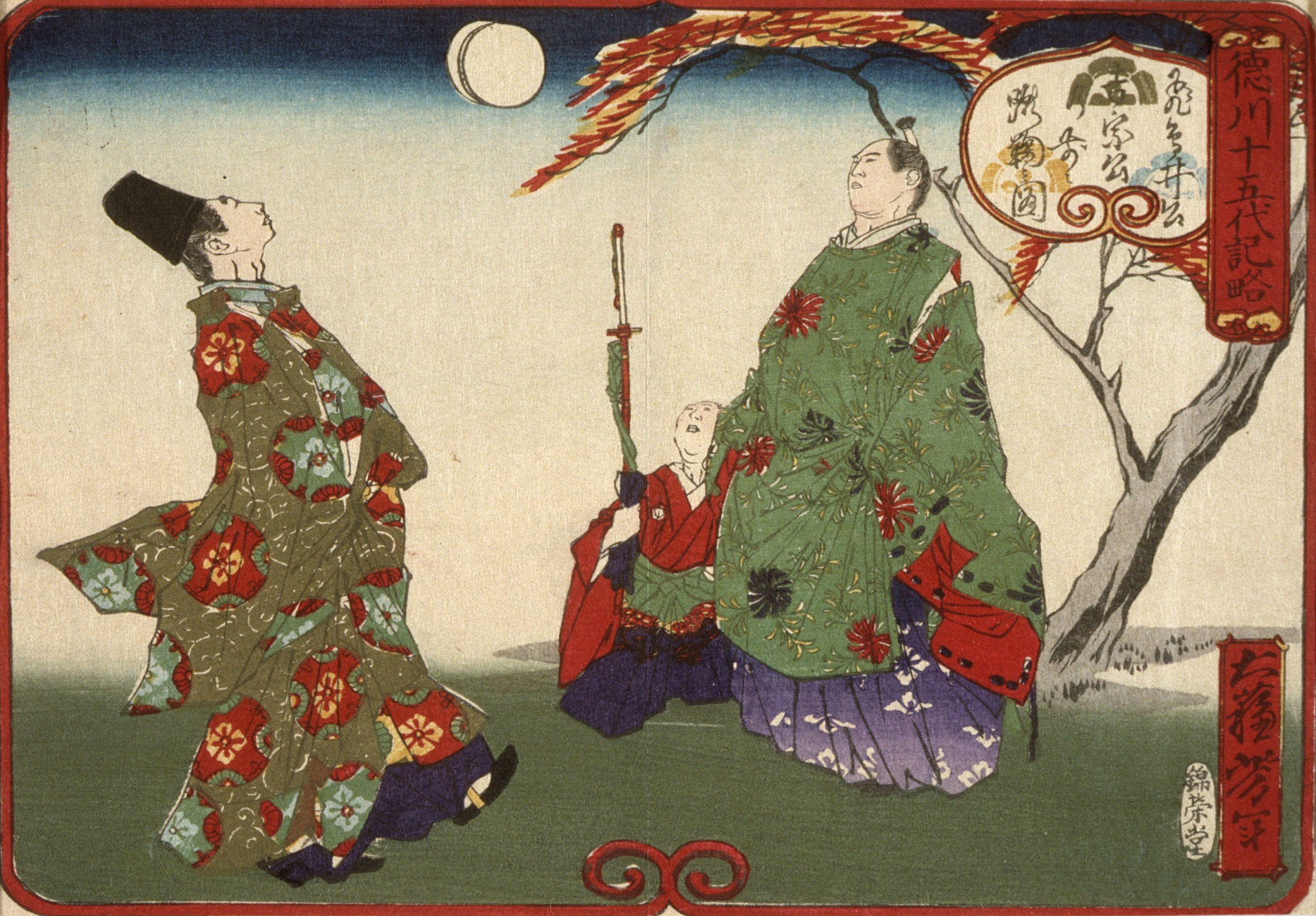
蹴鞠をする徳川吉宗（月岡芳年画）

蹴鞠は飛鳥時代末期から奈良時代初頭までに日本へ渡来したとされる。644年(皇極天皇三年)、中大兄皇子が法興寺で「鞠を打った」際に皇子が落とした履を中臣鎌足が拾ったことをきっかけに親しくなり、これがきっかけで645年に大化の改新が興ったことは広く知られている。ただし、「鞠を打つ」＝蹴鞠と解釈されたのは、『今昔物語集』『蹴鞠口伝集』などの後世の著作であり、「鞠を打つ」＝打鞠（打毬）すなわち今日のホッケーやポロのような競技であったとする説と、皇子の靴が鞠とともに脱げたという記述から、蹴鞠を指しているという説もある。大化の改新の56年後にあたる701年6月15日(文武天皇の大宝元年5月5日）に蹴鞠会が開かれたとの記録がある。
蹴鞠は日本で独自の発達を遂げ、数多の蹴鞠の達人を輩出した（下記「蹴鞠で代表的な人物」の章にて紹介）。平安時代には蹴鞠は宮廷競技として貴族の間で広く親しまれるようになり、延喜年間以後急激にその記録が増加することになる。貴族達は自身の屋敷に鞠場と呼ばれる専用の練習場を設け、日々練習に明け暮れたという。
辛口の評論で知られる清少納言でさえ、著書『枕草子』のなかで「蹴鞠は上品ではないが面白い」と謳っているほどであった。『蹴鞠口伝集』には、鞠を落とした責任を感じて逃げた者や蹴り数が百以上続いたところで「もし落としたら」と考えただけで逃げ出した者が紹介されており、当時の貴族が蹴鞠をいかに真剣にとらえていたかを示している。藤原道長も、とにかく毬を落とさず蹴り続けることを目的とすると記している。そのためには身体の訓練だけでなく、心の構えが重要であると口伝書は説き、蹴鞠がうまい人はそうしたことが十全にできる人としてみなされた。このころの蹴り方は「踊足（おどりあし）という。
蹴鞠は貴族だけに止まらず、武家、神官はては一般民衆に至るまで老若男女の差別無く親しまれた。蹴鞠の達人は「名足」（めいそく）と讃えられた。藤原成通は、蹴鞠をしながら清水の舞台の欄干上を往復したとの伝承が残る（「蹴鞠で代表的な人物」参照）。同じく平安後期に後白河院（初めて鞠場でプレイされた天皇）に仕えた藤原頼輔の名声も高く、後鳥羽院の院宣により難波・飛鳥井両家は蹴鞠の家として認知された。その後、藤原定家の子、為家も後鳥羽院から家職としての内宣をもらい、「わが家の誉れ」と称賛している。
蹴鞠に関する種々の作法が完成したのは鎌倉時代で、後鳥羽院の「韤の程品（しとうずのていひん）」による蹴鞠の位着けから始まる。承元2年（1208年）水無瀬離宮での蹴鞠会で「中門内切立の鞠庭」にて2030回の記録を打ち立てられ、「この道の長者」と称された。蹴り方も変化し、舞楽の滑るような足使いが取り入れられ「延足（のぶあし・のべあし）」という蹴り方になっていった。
室町時代には、幕府将軍の足利義満や義政が蹴鞠を盛んに行ったこともあり、芸道として完成に至り、蹴鞠は武家の嗜みとされた。応仁の乱以降、都を守護していた領主たちが自分の領地に帰るとき、都の文化を各地に持ち帰り、全国に公家文化が広がりを見せることになった。足利義輝は永禄2年（1559年）に大友義鎮を九州探題、伊達晴宗を奥州探題に任命してから、翌年に飛鳥井雅教を大友のもとにやり、その翌年には伊達のもとに行かせた。両人に蹴鞠を教えさせ、蹴鞠を仲立ちにした関係強化を図ったものとされる。土佐の戦国大名・長宗我部元親が天正2年（1574年）に定めた『天正式目』では、武士がたしなむべき技芸として、和歌や茶の湯、舞や笛などとともに蹴鞠が挙げられている。島津家家臣の上井覚兼が天正年間に記した日記『上井覚兼日記』には島津家で盛んに蹴鞠が行われていることが描かれており、上井覚兼自身も蹴鞠の上手であった。
しかし、織田信長が相撲を奨励したことで、織豊時代が進むにつれて蹴鞠の人気は次第に終息していったといわれる。
江戸時代前半に、中世に盛んだった技芸のいくつかが町人の間で復活したが、蹴鞠もその中に含まれる。特に、江戸前期、外郎右近正光という京都四条西洞院（現在の蟷螂山町）で薬問屋を営み、10歳から蹴鞠を探求。外郎派として庶民のスーパースターが誕生した。しかし、8ｍ以上蹴り上げてまたそれを受けて蹴り上げる「高足（こうそく）」という技の曲鞠を咎められて伊豆大島に遠島となった。また、平安時代以来の蹴鞠を家職とした加茂家にも「弟子取り禁止令」が出され、江戸の仮名草子「竹斉」の挿絵の「辻鞠」などが禁止となるなど、庶民の娯楽に対しての蹴鞠への締め付けが厳しくなっていった。このころから徐々に、楽しむ文化から見る文化へ変化していったのではなかろうかと考えられる。鞠の需要が減り、鞠司が廃業していき、鞠作りの技術も伝承されなくなったと考えられる。公家文化に触れることの多い上方で盛んであり、井原西鶴は『西鶴織留』で町民の蹴鞠熱を揶揄している。江戸後期には蹴鞠は曲芸の一種ともなり、天保期の『藤岡屋日記』には、手まり太夫菊川国丸の浅草での曲鞠興業の様子が記述されている。曲鞠に変化したことにより、安定した蹴り方が求められ、「鞠」自体の形も変化し、現存する「八木彦六」の鞠は知見した限り腰・肩のない丸い球体になっている。曲鞠用の鞠と考えられる。
明治維新後に衰微したが、明治後期（1907年）に京都市に蹴鞠（しゅうきく）保存会が発足した。京都御所では春と秋に蹴鞠が披露される。
2018年には「けまり鞠遊会」（atorie-aozora.jp参照)が京都府船井郡京丹波町で立ち上げられ、口伝の「半鞣」の伝統鞠作りを復活。現在、京都府船井郡京丹波町を主として活動、国内並びに世界に向けて蹴鞠の普及活動を行っている。大阪府三島郡島本町では「みなせ野KEMARIクラブ」を指導、水無瀬神宮境内で３月～7月、９月～11月の第一、第三日曜に稽古会を実施。また、春と秋には、「みなせ野KEMARIクラブ」主催の、伝統装束を着用しての体験会に協賛。開催日時は不定期、問い合わせは水無瀬神宮又はアトリエ蒼天まで。鞠は前述のとおり鹿革の鞠を２枚つなぎ合わせて、腰皮という硬い皮で２周回して製作されている。製作方法は口伝しか残っておらず、現代この口伝製法を踏襲しているのは、国内で「けまり鞠遊会」の池田游達氏一人であり、伝統の後継者が望まれている。

## ルール
蹴鞠は、懸（かかり）または狭い庭では鞠壺（まりつぼ）と呼ばれる、四隅を元木（鞠を蹴り上げる高さの基準となる木。）で囲まれた三間程の広場の中で実施される。1チーム4人（江戸時代の鞠垣での人数）、6人または8人で構成され、その中で径7寸から8寸の鞠をいくたび「くつ」（沓）をはいた足で蹴り続けられるかを競った団体戦と、鞠を落とした人が負けという個人戦があった。このような勝負鞠はあくまでも座の余興としておこなれており、基本は落とさずにいかに数を続けるかにある。
その場所には砂を敷き、四隅、艮（東北）に桜、巽（東南）に柳、坤（西南）に楓、乾（西北）に松を植える。周囲の鞠垣は本式では7間半四方、広狭で3間四方までにする。東に堂上（どうじょう）の入り口、南に地下（じげ）の入り口、西に掃除口がある。懸の樹木はウメ、ツバキなど季節のものを用いることもあり、その樹から外に約Ⅰ丈程をを野という。禁裏、仙洞、皇族、将軍家ならびに家元はマツばかり4本、また臨時には根のない枝または竹を用い、切立（きりたて）という。
開始には、置鞠といい、まず下﨟の者が第四の樹の下から斜めに進み、中央から3歩ほどの所で跪き、爪先で進み、鞠を中央に置く。
一座の中に師範家がいると第一の上座、すなわち一の座、または軒というのを、その人に譲り、第二、第三と身分に従って懸に入り、樹の下に立つ。ただし高貴な人がいると軒を譲り、師範家は第二となる。禁裏、仙洞などで御前ならば皆が蹲踞し、他の家ならば堂上は立ち、地下は蹲踞する。人数が揃ったら第一から立ち、立ち終わると、第八の者が進み、中央に置かれた鞠から3歩ほど手前で蹲い、蹲いながら進み、右手拇指と人差指とで執皮を摘み、鞠を右に向け、左手を添え、腰皮を横に、ふくらを上下にし、蹲ったまま3歩退いて立つ。第七の者が進み出て、中央から3歩ほどの所に立って第八に向かうと、第八から第七に鞠を蹴渡す。第七から第一、第二、第三、第四、第五、第六、第七、第八と一巡、蹴渡しおわると、第八からまた第一すなわち軒に渡す。現代で行われている「小鞠」という作法です。軒は受けて上鞠（あげまり）といって高く蹴る。会の前半は「序の鞠」といい、鞠足のウオーミングアップと鞠の調子を見る。中盤は「破の鞠」に移り、鞠足が随意に蹴る。後半に入り「急の鞠」になり、全体の輪を小さくして数を追求する。常に鞠を落とさずに続けるためのフォーメーションが必要であり、「詰開」という動きが求められ、各人が2足なり3足で蹴ることが求められる。「一段三足」という作法により、最初は受け鞠、次は手分（自分）の鞠、最後は渡す鞠で、やわらかい回転の程よい高さで渡すことが求められる。8人立ちのときは、八境といって中央から8個に区分し、1区を1人の区域とし、その域外に蹴出すとその区域の者が受けて蹴る。これは基本的な考えで、「詰開」により、空白域ができないように激しい移動が求められ、自分の区域だけを守備することではない。現代のサッカーのパス回しをすべてダイレクトボールで、右足の甲のみを使って行うものであり、非常に高度な技術が求められる。
元木（もとき）懸の四方に植えられた柳（東南）、桜（東北）、松（西北）、楓（西南）などの植木。高さは一丈五尺以下で、鞠を蹴り上げる為の基準となった。四季木または式木（しきのき）という。根のないものを「切立（きりたて）」という。
鞠足（まりあし）蹴鞠を行うプレイヤー。上手な人を名足、下手な人を非足と呼んだ。
野伏（のぶし）外に出た鞠を中へ蹴り返す補助役。「野臥」とも。
見証（けんぞ）審判。
上鞠（あげまり）始めに鞠を蹴ること。基本的に上鞠を行うことは非常に名誉なことであった。
請鞠日暮や天候変化などにより、やむなく試合を中断すること。
蹴鞠に用いる鞠は革製で、中空である。鹿の滑革（ぬめかわ）2枚を繋ぎ合わせ、その重なる部分を「腰革」または「くくり」という。また取革といって、別に紫革の細いものを刺し通す。閉じ合わせは馬の背筋の革を用いる。
鞠の種類には、白鞠、生地鞠、燻鞠、唐鞠がある。白鞠は鞠を白粉で塗ったもの。生地鞠は生地のままのもので、白鞠に対する。燻鞠は燻革で製したもの。唐鞠は五色の革を縫いあわせて製し、中国から伝来したときの鞠の形であるという。
『今川大草紙』によれば、「鞠皮は、春二毛の大女鹿の中にも、皮の色白で、爪にて押せば、しわのよる皮を上品とする也」という。

革の縫いかた、取革については、『遊庭秘抄』に、
「洛中に、河原院、又あまべとて、此の二ヶ条ならでは鞠くくりなし。河原院のまり、いかにもまさり、かた穴二つある鞠也。あまべの鞠は、かた穴二つある鞠也。縫ふ様は、針目も、又革も、五見え侍る様に、縫ふべし。或は七にも縫ふ也。韈の革の同色ならん革を、二分計に細く切つて、強くのして、かた穴の頭に穴をあけて、穴の中より革を引出して（革の先を結ぶべし）、かた穴の左の方に穴二つ、右の方に穴二をあけて、穴より入て小穴より出引て、はこの方を結で、かた穴の中（ままこひたひのそばなり）へさし入べし（両方如レ此）、取革といふ五分許の革を取、革の座敷に入とをして、両方の革のはたに穴をあけて、一方をさし入侍れば、革かいさまになるを、続飯にてつけて、さきをそとば頭に切也。取革付けぬ鞠は、今に忌中の鞠に取革付侍ぬ也。可レ得二其意一」（一、二、レは、返り点。）
という。
20世紀の終わり頃には古道具屋などで鞠の入手が難しくなっていたため、蹴鞠保存会の会員が資料や現物から製法を研究し、新たに生産するようになった。
2018年には、京丹波町の「けまり鞠遊会（きくゆうかい）」代表者が、生皮からの「半鞣（はんなめし）」という口伝の製法を復元して製作している。　参照　京都府公式ウエブサイト　KYOTO SIDE/entry/20201020

### 訓鞠
練習には、鞠を用いないシャドウ・トレーニングの「空鞠」、鴨居ほどの高さからつるして、姿勢と右左右の三拍子・拇指をそらして指裏で蹴ることを覚えこむ「吊鞠」、身に着ける通常より小さい小鞠を使って部屋の隅の壁に蹴りあて、跳ねかえってきたものをまた蹴りもどす「隅の小鞠」、桶を頭上に吊るしておき、 直下から鞠を蹴りあげてそれに入れることを狙う「桶鞠」などがあった。これらを経て、また実際に鞠場に立って経験を積むことによって、はじめて鞠の不可測な動きに対処する敏捷性が養われ、そのはてに獲得される足には「足魂」が宿り、頭上の枝に当たって強く跳ねかえった鞠を咄嗟に足を延ばして蹴り上げる「突延」と呼ばれる高度な技術も自然にできるようになるとされた。この稽古方法は現代も「けまり鞠遊会」によって継承されている。

## 蹴鞠で代表的な人物

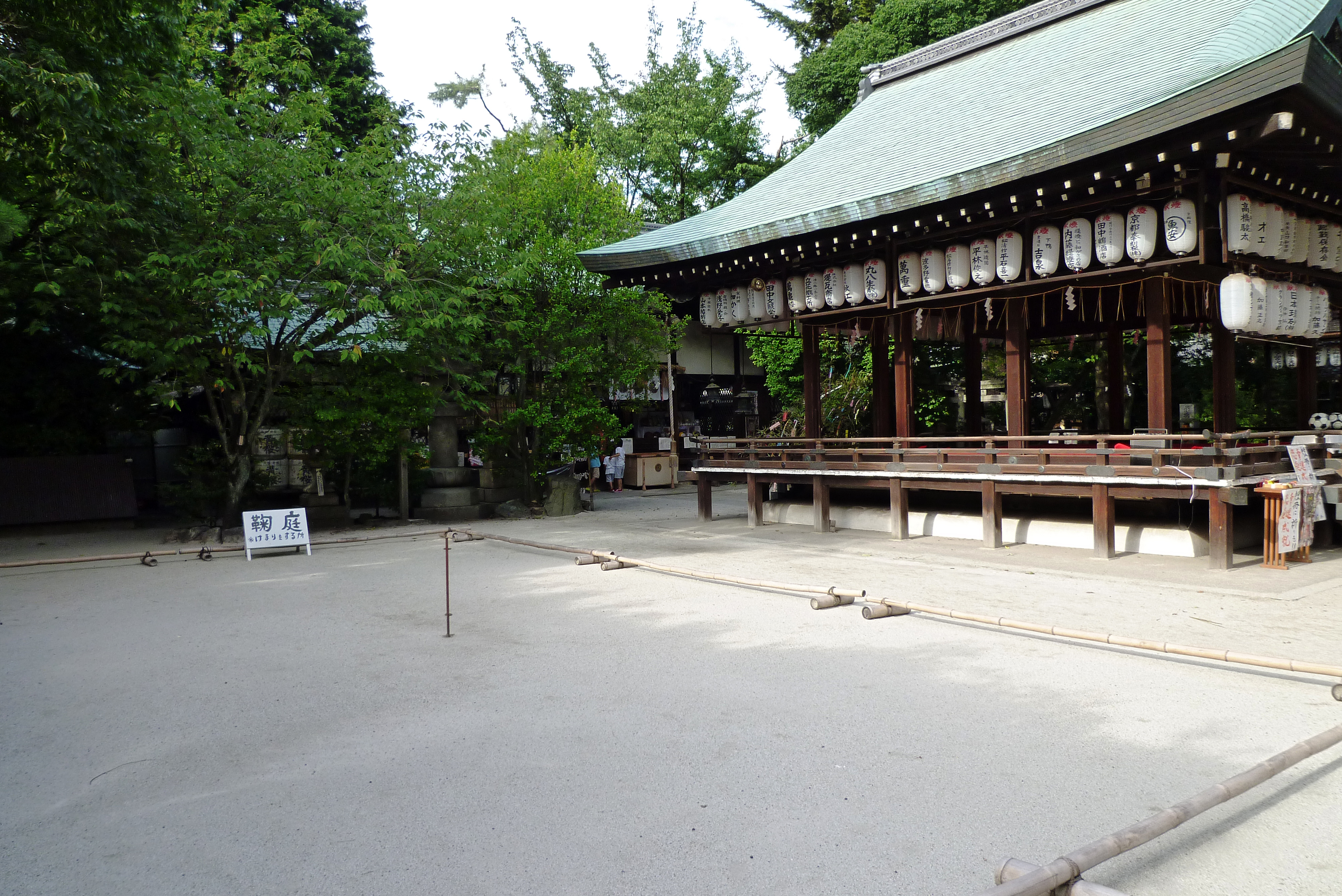
白峯神宮の鞠庭

各時代において多数の名足を生み出したが、平安後期の藤原成通は特に希代の名人と言われ、後世の蹴鞠書でも「蹴聖」と呼ばれている。
成通が蹴鞠の上達のために千日にわたって毎日蹴鞠の練習を行うという誓いを立てた。その誓いを成就した日の夜のこと、彼の夢に3匹の猿の姿をした鞠の精霊が現れ、その名前（夏安林（げあんりん）、春楊花（しゅんようか）、秋園（しゅうおん））が鞠を蹴る際の掛声「アリ」、「ヤア」、「オウ」になったと言われている。この3匹の猿は蹴鞠の守護神として現在、大津の平野神社と京都市の白峯神宮内に祭られている。また、その名前から猿田彦を守護神とする伝承もあった事が『節用集』に書かれている。
成通は順徳天皇の『禁秘抄』の中でも「末代の人の信じがたいほどの技芸」と書き記され、清水の舞台の欄干の上を鞠を蹴りながら何度も往復した、とか、従者たちを並ばせてその頭や肩の上でリフティングをしたが従者たちは誰も気付かなかった、など、信じがたいエピソードが数多く残っている。

### 蹴鞠を家業とする人物
- 難波家（難波流）
  - 藤原（難波）頼輔 - 難波宗長と飛鳥井雅経の祖父
  - 難波宗長 - 難波流祖
- 飛鳥井家（飛鳥井流）
  - 飛鳥井雅経 - 飛鳥井流祖
  - 飛鳥井雅庸
- 御子左家（冷泉家・二条家）（御子左流）
  - 藤原（冷泉）為家 - 御子左流祖

公家の流派のうち難波流・御子左流は近世までに衰退したが、飛鳥井流だけはその後まで受け継がれていった。飛鳥井家屋敷の跡にあたる白峯神宮の精大明神は蹴鞠の守護神であり、現在では蹴鞠保存会の稽古場でもあり、「サッカー神社」とも称され、球技・スポーツの神とされている。毎年4月14日と7月7日には蹴鞠奉納が行われる。
- 賀茂県主氏・賀茂神社（社家流）
  - 賀茂成平 - 社家流祖

下鴨神社では現在でも毎年1月4日に「蹴鞠はじめ」が行われている。日本サッカー協会のシンボルマークのモチーフでもある「八咫烏」は下鴨神社の祭神「賀茂建角身命」の化身とされる。

#### 堂上と地下
蹴鞠の流派は難波・御子左・飛鳥井の堂上家のみだったが、正安4年（1302年)の資料によると、賀茂神社の神主など、昇殿を許されていない地下（じげ）の者で蹴鞠を教える流派が現われた（地下鞠）。応永から享徳の間（15世紀前半）に難波流・御子左流が絶えると、蹴鞠は飛鳥井家の門の独占となったが、賀茂系の松下氏などは私的に教えた。これを受けて飛鳥井家は将軍家に訴えて松下氏の教授を禁止する令を何度も出させたが、慶長（17世紀初頭）の頃まで争いは続いた。飛鳥井家は鞠装束の制を作って地下との差別化を図ったが、別の地下鞠も起こった。寛永正保の頃（17世紀半ば）に外良右近正光という蹴鞠のうまい人物が現われ、京阪や江戸で興行したが、卑賤の町人に見せたとして師範の飛鳥井家から江戸幕府に訴えられ伊豆大島に遠流された。

### 蹴鞠を遊んだことのある人物
- 坂上是則
- 後白河天皇
- 後鳥羽天皇
- 土御門天皇
- 順徳天皇
- 後嵯峨天皇
- 後深草天皇
- 亀山天皇
- 後宇多天皇
- 伏見天皇
- 後伏見天皇
- 藤原実資
- 藤原師通
- 藤原成通
- 源頼家
- 源実朝
- 足利義満
- 足利義政

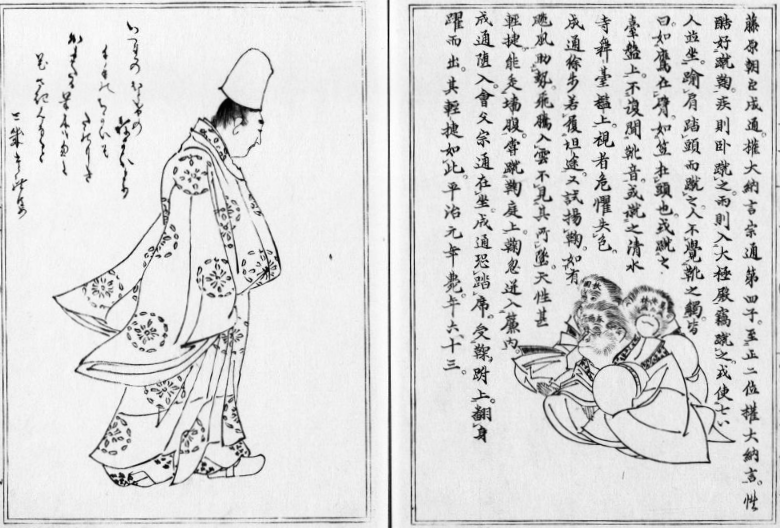
藤原成通と蹴鞠の精の三猿

- 織田信長：趣味は舞と小唄。相撲を勧めたので蹴鞠の人気が落ちた[22]。
- 豊臣秀吉
- 今川氏真
- 誠仁親王
- 島津忠恒
- 崇徳天皇
- 明治天皇：自身も蹴鞠をし、教えもした。蹴鞠の作法を知る人が少なくなったのを憂い「蹴鞠を保存せよ」との勅命と下賜金でもって1907年5月7日に飛鳥井家の蹴鞠を伝える蹴球保存会が梅渓道善（うめたにみちとう）を初代会長に発足させた[23]。
- 外郎右近政光：江戸時代の名足。高さ8ｍあまり蹴りあげる「高足」という技が人気を博す。あまりにも上手すぎて伊豆大島へ流罪となる。
- 賀茂家：平安時代より蹴鞠の技を伝承。江戸時代まで「露払い」という蹴鞠の前座を任されていた。

## 現代の蹴鞠
明治天皇の働きかけもあって命脈が保たれ、21世紀においても愛好者により続けられている。主流の作法は8人または6人で行い、右脚の膝を伸ばしたまま、「アリ」「ヤア」「オウ」と掛け声をしながら、親指の付け根を鞠に当てる。勝敗は競わず、相手が蹴りやすいように鞠を送る。「いさかいの鞠」は、その日の目標回数を決めて挑戦する蹴り方。時間制限はないが、日が暮れたり、疲れたら軒の合図でやめる。鞠を蹴り上げる高さは1丈5尺（約4.5メートル）が理想とされ、蹴った時の音（ね）や鞠の回転（色）の良さも追求する。鞠場に背を向けて後ろ向きに蹴るのは不作法とされるが、現代の懸かりの木のない広い鞠場では、やむ負えない作法とも考えられる。装束は立烏帽子、鞠水干、鞠袴、鴨沓を身に着ける。蹴鞠の鞠は直径19センチメートル前後、重さ100〜110グラムでサッカーボールより一回り小さい。
一方で、貴族らによる優雅な遊戯になる前の蹴鞠は、元々は勝敗を争う球技であったと解釈して、相手陣地に鞠を落とすことを競う「万葉蹴鞠」がNPO法人奈良21世紀フォーラムにより復元されている。

### 蹴鞠を実施している神社
蹴鞠を行事とする神社も多い。
- 下鴨神社（1月の蹴鞠初め）
- 上賀茂神社（2月の紀元祭）
- 白峯神宮（4月の春季例大祭、7月の精大明神例祭）
- 談山神社（4月の春のけまり祭、11月のけまり祭）
- 金刀比羅宮（5・7・12月）
- 藤森神社（6月の紫陽花まつり）
- 平野神社（8月の蹴鞠奉納祭）
- 阿為神社（11月の蹴鞠奉納）
- 水無瀬神宮（春と秋の体験会及び毎週日曜日に稽古会開催）

## 蹴鞠が登場したテレビ番組
- 水滸伝 - 最大の敵役である高俅は、蹴鞠の技巧で皇帝を魅了し、破格の出世を遂げる。
- 蹴鞠師 - 関ジャニ∞青春ドラマシリーズの一編。
- 鎌倉殿の13人 - NHK大河ドラマでは、何度も取り上げられている。
- NHKワールド JAPAN「コア京都」京の蹴鞠 - 2024年8月15日より3年間海外向けに放送